# Ernst Bröer
Ernst Bröer (Oława, 11 april 1809 – Ternopil, in de nacht van 25 op 26 maart 1886) was een Duits organist en muzikant.

## Biografie
Bröer verhuisde van zijn geboorteplaats naar Wrocław, waar hij een kleine veertig jaar lang als organist en koorleider van de St. Dorotheenkirche werkzaam was. In de jaren 1843 tot 1884 werkte Bröer op het koninklijke katholieke Matthiasgymnasium als zangleraar. In de periode van 1830 en 1840 behoorde Ernst Bröer tot de beste cellovirtuozen van Wrocław. Bovendien was hij actief als kerkcomponist en schreef onder andere acht missen. Op het Wrocławse Ursulinenklooster doceerde Bröer in 1870 zang. In 1884 gaf hij alle ambten op en verhuisde naar het Jezuïetenklooster in Ternopil, waar hij in de nacht van 25 op 26 maart aan een herseninfarct stierf.

## Publicaties (selectie)
- Gesanglehre für Gymnasien und höhere Bürgerschulen
- St. Hedwig
- Die Christnacht